# Devet poglavij matematične umetnosti
Devet poglavij matematične umetnosti je kitajska knjiga o matematiki, ki jo je sestavilo več generacij učenjakov od 10. do 2. stoletja pr. n. št. Njena zadnja različica je bila napisana v 2. stoletju n. št. Knjiga je eno od najzgodnejših ohranjenih kitajskih matematičnih besedil. Prvi besedili sta Knjiga o številih in računanju (Suan šu šu) iz obdobja 202 pr. n. št. – 186 pr. n. št. in Džovbi suandžing, zbrano v dinastiji Han do poznega 2. stoletja n. št. Devet poglavij predstavlja pristop, ki se osredotoča na iskanje najsplošnejših metod reševanja problemov, kar je v nasprotju s pristopom starogrških matematikov, ki so bili nagnjeni k izpeljavi rešitev iz začetnega sklopa aksiomov. 
Zapisi v knjigi so običajno sestavljeni iz predstavitve problema, ki ji sledi rešitev in razlaga postopka, ki je pripeljal do rešitve. Zapise je komentiral Liu Hui v 3. stoletju. 

## Zgodovina
Celoten naslov Devet poglavij matematične umetnosti je zapisan na dveh standardnih bronastih merilih, datiranih v leto 179 n. št. Domneva se, da je knjiga obstajala že prej pod drugačnimi naslovi.
Večina poznavalcev meni, da sta se kitajska matematika in matematika starodavnega Sredozemlja razvijali bolj ali manj neodvisno do časa, ko je Devet poglavij dobilo svojo končno obliko. Metoda iz 7. poglavja je bila v Evropi odkrita šele v 13. stoletju, metoda iz 8. poglavja pa uporablja Gaussovo eliminacijsko metodo pred Carlom Friedrichom Gaussom (1777–1855). V razpravi o Pitagorovem izreku je tudi dokaz zanj. Devet poglavij je zelo pripomoglo k razvoju matematike v Koreji in na Japonskem in imelo na Kitajskem vpliv do dinastije Čing. 
Liu Hui je leta 263 napisal zelo podroben komentar Devetih poglavij in korak za korakom analiziral postopke na način, ki je bralcu dal zaupanje, da so zanesljivi, čeprav jih ne dokazuje v evklidski maniri. Liujev komentar je sam po sebi matematično zelo zanimiv. Liu pripisuje prvotno ureditev in komentar knjige zgodnejšima matematikoma Džang Cangu (ustvarjal 165 pr. n. št. – u. 142 pr. n. št.) in Geng Šovčangu (ustvarjal 75 pr. n. št. – 49 pr. n. št.). Zapisi iz dinastije Han ne navajajo imen avtorjev komentarjev, saj so bili prvič omenjeni šele v 3. stoletju.
Devet poglavij je delo neznanih avtorjev in njihov izvor ni jasen. Do zadnjih let ni bilo trdnih dokazov o sorodnem matematičnem pisanju, ki bi obstajalo pred Devetimi poglavji. Izjema so matematična dela Džing Fanga (78–37 pr. n. št.), Liu Šina (u. 23) in Džang Henga ( 78–139) in geometrijski izreki Modzija iz 4. stoletja pr. Temu zdaj ni več tako. Leta 1983 so arheologi v grobnici v Hubeju odkrili Knjigo o številih in računanju  (算數書, Suan šu šu), starodavno kitajsko besedilo o matematiki, dolgo približno sedem tisoč znakov in napisano na 190 bambusnih letvicah. Suan šu šu je del korpusa besedil, znanega kot Džangdžjašanska hanska bambusna besedila. Grobnica je bila dokazano zaprta leta 186 pr. n. št. na začetku dinastije Zahodni Han. Medtem ko znanstveniki še vedno razpravljajo o odnosu Knjige o številih in računanju do Devetih poglavij, so nekatere vsebine očitno vzporedne. Besedilo Knjige o številih in računanju je veliko manj sistematično kot Devet poglavij. Zdi se tudi, da je sestavljeno iz številnih bolj ali manj neodvisnih kratkih besedil, vzetih iz številnih virov. Džovbi suandžing, besedilo o matematiki in astronomiji, je bilo prav tako sestavljeno v času dinastije Han. Cai Jong ga je leta 180 celo omenil kot učbenik matematike. 

## Vsebina
1. 方田, Fangtian – omejena polja. Izračun ploščine polj različnih oblik, kot so pravokotnik, trikotnik, trapez in krog. Liu Huijev komentar vključuje metodo za izračun π in približno vrednost 3,14159.[5]
2. 粟米, Sumi – proso in riž. Menjava blaga po različnih tečajih, cene na enoto, pravilo treh za reševanje razmerij z uporabo ulomkov.
3. 衰分, Cuifen – proporcionalna porazdelitev. Distribucija blaga in denarja po sorazmernih stopnjah, izpeljava aritmetičnih in geometrijskih vsot.
4. 少廣, Šaoguang – zmanjšanje dimenzij. Iskanje premera ali stranice telesa glede na njegovo prostornino ali površino. Deljenje z mešanimi števili, pridobivanje kvadratnih in kubičnih korenov, premer krogle, obseg in premer kroga.
5. 商功, Šanggong – prostornine trdnih teles različnih oblik.
6. 均輸, Džunšu – pravična obdavčitev. Naprednejše besedilne naloge o razmerju, ki vključujejo delo, razdalje in cene.
7. 盈不足, Jingbudzu – presežek in primanjkljaj. Linearni problemi z dvema neznankama, ki so bili kasneje na Zahodu znani kot pravilo napačnega položaja.
8. 方程, Fangčeng – problemi kmetijskih donosov in prodaje živali, ki vodijo do sistemov linearnih enačb, rešenih po principu, ki se ne razlikuje od sodobne Gaussove eliminacije. [6]
9. 勾股, Govgu – baza in nadmorska višina. Problemi, ki vključujejo načelo, na Zahodu znano kot Pitagorov izrek.

## Glavni prispevki

### Sistem realnih števil
Devet poglavij matematične umetnosti ne obravnava naravnih števil, se pravi pozitivnih celih števil, vendar pogosto piše in računa na podlagi naravnih števil. Devet poglavij tudi ni knjiga o ulomkih, a v celoti obravnava njihov pomen, naravo in štiri operacije z njimi (seštevanje, odštevanje, množenje, deljenje), poenostavljanje in izračun povprečja.
V Devetih poglavjih je tudi koncept negativnih števil ter pravila njihovega seštevanja in odštevanja.
Devet poglavij matematične umetnosti torej razpravlja o naravnih številih, ulomkih, pozitivnih in negativnih številih ter nekaterih posebnih iracionalnostih in je v bistvu prototip realnega številskega sistema. 

### Gov Gujev (Pitagorov) izrek
Geometrijski liki, vključeni v Devet poglavij matematične umetnosti, imajo večinoma ravne in krožne stranice, ker se osredotočajo na uporabo na kmetijskih zemljiščih. Knjiga obravnava tudi prostornine linearnih in krožnih geometrijskih teles. Razpon algoritmov sega od enostavnih do kompleksnih in tvori edinstven matematični sistem.
Gov Gujev izrek je natančna kitajska različica Pitagorovega izreka. Med obravnavane probleme spada iskanja dolžine stranice pravokotnega trikotnika ob poznavanju drugih dveh. Gov Gu je odkril celo nekaj pitagorejskih števil, vključno s slavnim trojčkom 3,4,5. Avtor obravnava tudi algoritme za izračun ploščin krogu včrtanih pravokotnikov in drugih mnogokotnikov, ki so osnova algoritma za izračun π. In ne nazadnje je Gov Gu na podlagi podobnosti pravokotnih trikotnikov računal višine in dolžine zgradb. 

### Dopolnjevanje kvadratov in reševanje sistema enačb
Metode dopolnjevanja kvadratov in kubov ter reševanja sistema linearnih enačb, naštetih v Devetih poglavjih matematične umetnosti, se lahko šteje za eno glavnih vsebin starodavne kitajske matematike. Razprava o teh algoritmih je v Devetih poglavjih zelo podrobna. S to metodo je mogoče reševati ne samo sistema dveh enačb z dvema neznankama, temveč tudi splošne kvadratne in kubične enačbe. Sistem je osnova za reševanje enačb višjega reda in pomemben člen v razvoju kitajske matematike.
Enačbe, obravnavane v poglavju Fang čeng, so enakovredne današnjim simultanim linearnim enačbam. Metoda reševanja, imenovana fang čeng ši, je danes bolj znana kot Gaussova eliminacijska metoda. Med osemnajstimi problemi, obravnavanimi v poglavju Fang čeng, so nekateri enakovredni simultanim linearnim enačbam z dvema neznankama, nekateri simultanim linearnim enačbam s tremi neznankami, najbolj zapleten primer pa analizira rešitev sistema linearnih enačb z do petimi neznankami.

## Pomen
Beseda džju ali "9" v stari kitajščini pomeni več kot le številko. Ker je 9 največja številka, se pogosto nanaša tudi na nekaj velikega ali vrhovno avtoriteto. Več konotacij ima tudi beseda džang ali "poglavje" in lahko pomeni del ali več delov članka ali celotno razpravo.
V tej luči mnogo strokovnjakov za zgodovino kitajske matematike primerja pomen Devetih poglavij matematične umetnosti za razvoj vzhodnih matematičnih tradicij s pomenom Evklidovih Elementov za zahodne matematične tradicije. Vpliv Devetih poglavij na napredek sodobne matematike se ustavi  zaradi osredotočenosti na praktične probleme in induktivne dokazne metode v nasprotju z deduktivno, aksiomatsko tradicijo, ki jo vzpostavljajo Evklidovi Elementi. Kljub temu bi bilo zaničujoče reči, da Devet poglavij ni imelo nikakršnega vpliva na sodobno matematiko. Slog in strukturo Devetih poglavij matematične umetnosti  je mogoče najbolje opisati kot "problem, formula in izračun". Ta postopek reševanja uporabnih matematičnih problemov je zdaj skoraj standardni pristop na področju uporabne matematike. 